# Rödbarksnästing
Rödbarksnästing (Anthostoma turgidum) är en svampart som först beskrevs av Christiaan Hendrik Persoon, och fick sitt nu gällande namn av Nitschke 1867. Anthostoma turgidum ingår i släktet Anthostoma och familjen Diatrypaceae.   Inga underarter finns listade i Catalogue of Life.
I den svenska databasen Dyntaxa används istället namnet Lopadostoma turgidum för samma taxon.  Arten är reproducerande i Sverige.